# コディ・ロス
コディ・ジョゼフ・ロス（Cody Joseph Ross, 1980年12月23日 - ）は、アメリカ合衆国ニューメキシコ州ルーズベルト郡ポーテイルズ出身の元プロ野球選手（外野手）。左投右打。
同じくメジャーリーガーのトレバー・ロジャースは従兄弟にあたる。

## 経歴

### プロ入りとタイガース時代
1999年のMLBドラフト4巡目（全体117位）でデトロイト・タイガースから指名され、プロ入り。
2002年11月20日に40人枠入りを果たした。
2003年1月23日にタイガースと1年契約に合意。3月12日に傘下のAAA級トレド・マッドヘンズへ異動した。7月4日にメジャー初昇格を果たし、同日のカンザスシティ・ロイヤルズ戦でメジャーデビュー。「7番・右翼手」で先発出場し、2打数無安打に終わった。7月17日にAAA級トレドへ降格。9月1日に再昇格したが、9月3日に膝を故障し、残りのシーズンを欠場した。
2004年2月23日にタイガースと1年契約に合意。3月21日にAAA級トレドへ異動した。

### ドジャース時代
2004年4月1日にスティーブ・コリヤーとのトレードで、ロサンゼルス・ドジャースへ移籍した。
2005年3月2日にドジャースと1年契約に合意。4月2日に傘下のAAA級ラスベガス・フィフティワンズへ異動した。6月24日にメジャー昇格。7月14日にAAA級ラスベガスへ降格した。
2006年2月20日にドジャースと1年契約に合意。4月17日にAAA級ラスベガスへ降格した。4月18日にDFAとなった。

### レッズ時代
2006年4月24日にトレードで、シンシナティ・レッズへ移籍した。トレード相手は後日発表選手となり、ベン・コズロースキーがドジャースへ移った。4月29日に左手の指を負傷し、5月2日に15日間の故障者リスト入りした。5月23日に復帰した。

### マーリンズ時代

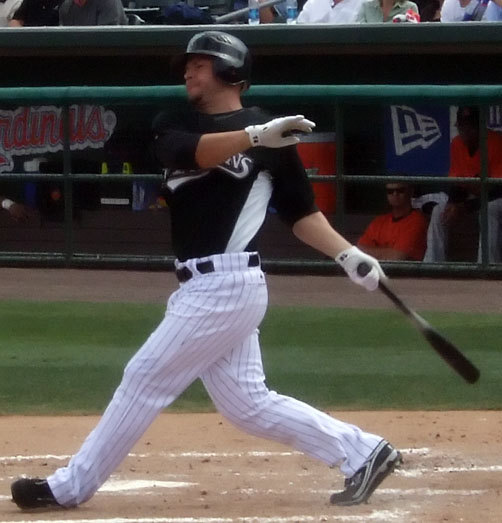
フロリダ・マーリンズ時代
(2008年2月29日)

2006年5月26日に金銭トレードで、フロリダ・マーリンズへ移籍。9月11日には、1試合で3点本塁打と2本の2点本塁打を放った。この年は1年間で3チームに所属したことになったが、1試合7打点を2回記録するなど、飛躍の年となった。その後もレギュラーとして活躍し、2009年には自己最多の24本塁打を記録した。
2010年2月16日にマーリンズと1年契約に合意。8月22日に年俸削減と若手起用の方針のためチームから放出された。

### ジャイアンツ時代

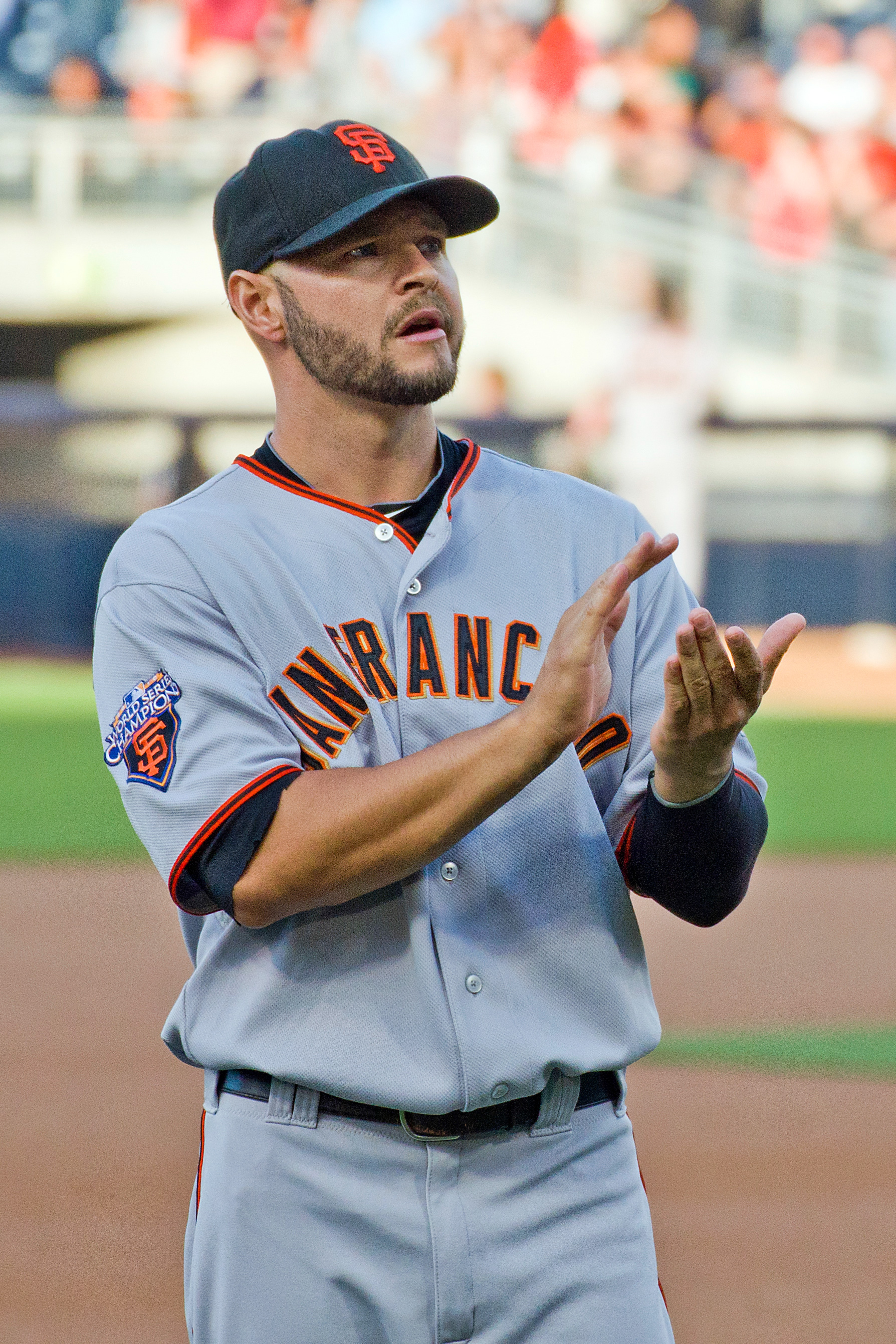
サンフランシスコ・ジャイアンツ時代
(2011年7月15日)

2010年8月22日、同様に獲得を目指していたサンディエゴ・パドレスへの移籍を防ぐ目的もあり、ウェイバー公示を経てサンフランシスコ・ジャイアンツが獲得した。レギュラーシーズンでは33試合に出場し、打率.288、3本塁打を記録した。チームは首位を走っていたパドレスに追いつき、地区優勝を果たした。
ディビジョンシリーズでは全4試合に右翼で先発出場した。第4戦では6回表に同点本塁打を放つなど、チーム3勝のうち2試合で決勝点を打った。チャンピオンシップシリーズでは第1戦目でロイ・ハラデイから2本の本塁打を放つなど、計3本塁打を放ちMVPを獲得した。ワールドシリーズでも第3戦でコルビー・ルイスからソロ本塁打を放つなど、チームのワールドチャンピオンに貢献した。
2011年1月18日にジャイアンツと630万ドルの1年契約で合意。3月31日に右脚の脹脛を負傷し、15日間の故障者リスト入りした。4月20日に復帰した。7月5日から左ハムストリングの怪我が目立つようになり、度々欠場した。9月17日に再びハムストリングを痛め、残りのシーズンを欠場した。オフの10月30日にFAとなった。
サンフランシスコでは人気選手となり、「ロス・ザ・ボス」と愛称がつけられた。

### レッドソックス時代
2012年1月23日にボストン・レッドソックスと1年契約で合意。4月12日のタンパベイ・レイズ戦でバーク・ベイデンホップから移籍後初本塁打となる2 点本塁打を放った。翌日の試合でもマット・ムーアから3点本塁打を放った。
5月18日の試合で、自打球を足に当て骨折した。5月22日に15日間の故障者リスト入りし、全治6週間から8週間となった。6月16日に怪我から復帰した。この怪我の影響がありながらも130試合に出場し、22本塁打を記録した。また守備では主に右翼を守ったが、外野すべてのポジションを守った。オフの10月29日にFAとなった。

### ダイヤモンドバックス時代
2012年12月22日にアリゾナ・ダイヤモンドバックスと総額2600万ドルの3年契約（2016年のオプション付き）を結んだ。
2013年3月31日に左脚の脹脛の故障で15日間の故障者リスト入りし、4月13日に復帰した。8月11日の試合で一塁へ走塁中に右腰を故障し、翌12日に15日間の故障者リスト入りした。9月2日に60日間の故障者リストへ異動し、残りのシーズンを欠場した。オフの11月1日に故障者リストから外された。
2014年3月19日に前年の故障の影響で、15日間の故障者リスト入りした。4月3日にリハビリのため、AAA級リノ・エーシズへ異動した。
2015年4月4日に自由契約となった。

### アスレチックス時代
2015年4月8日にオークランド・アスレチックスとメジャー契約を結んだ。5月3日にDFAとなり、6日に自由契約となった。

## 詳細成績

### 年度別打撃成績
| 年 度     | 球 団     | 試 合 | 打 席 | 打 数 | 得 点 | 安 打 | 二 塁 打 | 三 塁 打 | 本 塁 打 | 塁 打 | 打 点 | 盗 塁 | 盗 塁 死 | 犠 打 | 犠 飛 | 四 球 | 敬 遠 | 死 球 | 三 振 | 併 殺 打 | 打 率 | 出 塁 率 | 長 打 率 | O P S |
| --------- | --------- | ----- | ----- | ----- | ----- | ----- | -------- | -------- | -------- | ----- | ----- | ----- | -------- | ----- | ----- | ----- | ----- | ----- | ----- | -------- | ----- | -------- | -------- | ----- |
| 2003      | DET       | 6     | 22    | 19    | 1     | 4     | 1        | 0        | 1        | 8     | 5     | 0     | 0        | 1     | 0     | 1     | 0     | 1     | 3     | 0        | .211  | .286     | .421     | .707  |
| 2005      | LAA       | 14    | 26    | 25    | 1     | 4     | 1        | 0        | 0        | 5     | 1     | 0     | 0        | 0     | 0     | 1     | 0     | 0     | 10    | 1        | .160  | .192     | .200     | .392  |
| 2006      | LAA       | 8     | 14    | 14    | 4     | 7     | 1        | 1        | 2        | 16    | 9     | 1     | 0        | 0     | 0     | 0     | 0     | 0     | 2     | 0        | .500  | .500     | 1.143    | 1.543 |
| 2006      | CIN       | 2     | 5     | 5     | 0     | 1     | 0        | 0        | 0        | 1     | 0     | 0     | 0        | 0     | 0     | 0     | 0     | 0     | 2     | 0        | .200  | .200     | .200     | .400  |
| 2006      | FLA       | 91    | 279   | 250   | 30    | 53    | 11       | 1        | 11       | 99    | 37    | 0     | 1        | 1     | 2     | 22    | 0     | 4     | 61    | 8        | .212  | .284     | .396     | .680  |
| '06計     | FLA       | 101   | 298   | 269   | 34    | 61    | 12       | 2        | 13       | 116   | 46    | 1     | 1        | 1     | 2     | 22    | 0     | 4     | 65    | 8        | .227  | .293     | .431     | .724  |
| 2007      | FLA       | 66    | 197   | 173   | 35    | 58    | 19       | 0        | 12       | 113   | 39    | 2     | 0        | 0     | 1     | 20    | 3     | 3     | 38    | 2        | .335  | .411     | .653     | 1.064 |
| 2008      | FLA       | 145   | 506   | 461   | 59    | 120   | 29       | 5        | 22       | 225   | 73    | 6     | 1        | 0     | 5     | 33    | 2     | 7     | 116   | 5        | .260  | .316     | .488     | .804  |
| 2009      | FLA       | 151   | 604   | 559   | 73    | 151   | 37       | 1        | 24       | 262   | 90    | 8     | 5        | 0     | 5     | 34    | 1     | 9     | 122   | 18       | .270  | .321     | .469     | .790  |
| 2010      | FLA       | 120   | 487   | 452   | 60    | 120   | 24       | 3        | 11       | 183   | 58    | 9     | 1        | 0     | 1     | 30    | 4     | 4     | 100   | 7        | .265  | .316     | .405     | .721  |
| 2010      | SF        | 33    | 82    | 73    | 11    | 21    | 4        | 0        | 3        | 34    | 7     | 0     | 1        | 0     | 1     | 7     | 0     | 1     | 21    | 2        | .288  | .354     | .466     | .820  |
| '10計     | SF        | 153   | 569   | 525   | 71    | 141   | 28       | 3        | 14       | 217   | 65    | 9     | 2        | 0     | 2     | 37    | 4     | 5     | 121   | 9        | .269  | .322     | .413     | .735  |
| 2011      | SF        | 121   | 461   | 405   | 54    | 97    | 25       | 0        | 14       | 164   | 52    | 5     | 2        | 0     | 3     | 49    | 4     | 4     | 96    | 10       | .240  | .325     | .405     | .730  |
| 2012      | BOS       | 130   | 528   | 476   | 70    | 127   | 34       | 1        | 22       | 229   | 81    | 2     | 3        | 1     | 6     | 42    | 3     | 3     | 129   | 11       | .267  | .326     | .481     | .807  |
| 2013      | ARI       | 94    | 351   | 317   | 33    | 88    | 17       | 1        | 8        | 131   | 38    | 2     | 3        | 1     | 5     | 25    | 1     | 3     | 50    | 10       | .278  | .331     | .413     | .744  |
| 2014      | ARI       | 83    | 219   | 202   | 15    | 51    | 8        | 0        | 2        | 65    | 15    | 0     | 0        | 0     | 1     | 15    | 0     | 1     | 44    | 3        | .252  | .306     | .322     | .628  |
| 2015      | OAK       | 9     | 25    | 22    | 3     | 2     | 0        | 0        | 0        | 2     | 3     | 0     | 0        | 0     | 0     | 3     | 0     | 0     | 6     | 0        | .091  | .200     | .091     | .291  |
| MLB：12年 | MLB：12年 | 1073  | 3806  | 3453  | 449   | 904   | 211      | 13       | 132      | 1537  | 508   | 33    | 13       | 4     | 27    | 282   | 18    | 40    | 800   | 77       | .262  | .322     | .445     | .768  |

### 表彰
- ナショナルリーグ・チャンピオンシップシリーズMVP 1回：2010年

### 背番号
- 26（2003年）
- 49（2005年）
- 54（2006年 - 同年途中）
- 16（2006年途中 - 同年途中）
- 12（2006年途中 - 2010年途中）
- 13（2010年途中 - 2011年）
- 7（2012年 - 2015年）